# Mark Frechette
Mark Frechette, all'anagrafe Mark Ernest Frechette (Boston, 4 dicembre 1947 – Norfolk, 27 settembre 1975), è stato un attore statunitense.
È noto soprattutto per aver interpretato il ruolo di protagonista nel film Zabriskie Point (1970) di Michelangelo Antonioni. Nel corso della sua breve carriera ha interpretato anche altri due film di produzione italiana, Uomini contro (1970) di Francesco Rosi e La grande scrofa nera (1971) di Filippo Ottoni.

## Biografia
Nato a Boston da una famiglia di origine franco-canadese, dopo un'infanzia problematica, segnata anche da abusi sessuali(dal sacerdote Laurence Francis Xavier Brett, della diocesi di Bridgeport), lasciò la scuola e all'età di 18 anni cominciò a vagabondare fra Boston e New York, con moglie e figlio a carico, vivendo di lavoretti precari. Arrestato diverse volte e ricoverato per problemi mentali, tentò anche di entrare nella comune di Fort Hill a Boston, guidata dal controverso guru ex-musicista Mel Lyman, ma venne rifiutato. 
Nel 1968, ad una fermata d'autobus di Charles Street a Boston, mentre stava urlando durante un violento alterco con una donna affacciata a una finestra, contro la quale gettò un vaso di fiori, Frechette venne notato da Sally Dennison, l'assistente di Antonioni e direttrice del casting per Zabriskie Point. La selezione per il ruolo principale del film andava avanti da quasi un anno ed erano stati vagliati migliaia di candidati. La Dennison segnalò il giovane ad Antonioni con la frase: "Ha vent'anni ed odia".
Nonostante Frechette non avesse alcuna esperienza di recitazione, e non apprezzasse molto la sceneggiatura del film, Antonioni fu molto colpito dalla sua bellezza aristocratica e dal suo carattere tormentato e gli affidò la parte principale. Il suo ruolo nel film è quello di Mark, uno studente ricercato dalla polizia perché sospettato dell'omicidio di un agente durante una manifestazione; dopo il furto di un aereo, il giovane finirà ucciso dai poliziotti. In America la pellicola ottenne critiche discordi e fu un flop al botteghino, ma grazie ad essa Frechette godette di una certa notorietà, nonostante le aspre critiche che rivolgeva al film durante le interviste. Sul set di Zabriskie Point, l'attore e la sua partner Daria Halprin avevano iniziato una relazione e i due vennero considerati dai media la prima "coppia della controcultura".
Fra il 1969 ed il 1970 Frechette comparve sulle copertine di numerose riviste, fra cui Rolling Stone e Look Magazine, e posò anche per un servizio di moda su Vogue; divenuto celebre, venne inoltre ammesso nella comune di Fort Hill guidata da Mel Lyman, la stessa che lo aveva rifiutato un anno prima, e convinse la Halprin a seguirlo nella comunità. Pur continuando a vivere a Fort Hill, l'attore accettò altre proposte di lavoro e, dopo Zabriskie Point, comparve come ospite alla televisione americana (al The Merv Griffin Show, al fianco dell'attivista anarchico Abbie Hoffman, e al Dick Cavett Show insieme alla compagna Daria Halprin).
Tra il 1970 e il 1971 Frechette cominciò ad essere richiesto dal cinema italiano: si recò quindi in Europa, tra Italia e Jugoslavia, dove girò due film: Uomini contro (1970) di Francesco Rosi, accanto a Gian Maria Volonté, e La grande scrofa nera (1971) di Filippo Ottoni, con Alain Cuny. L'attore versò i 60.000 dollari che aveva guadagnato per i suoi film alla cassa della comunità; poco dopo però la Halprin abbandonò la comune, esasperata dallo stile di vita estremamente rigido, ponendo fine alla sua relazione con Frechette alla fine del 1971, per poi sposarsi con Dennis Hopper. In Europa l'attore aveva conosciuto un giovane cineasta ungherese, Deszo Magyar, con cui aveva iniziato a progettare un film ispirato a Delitto e castigo di Dostoevskij, ma ambientato nell'America degli anni settanta.
Tornato negli Stati Uniti, Frechette, che continuava a vivere nella comune di Lyman, ebbe tuttavia difficoltà a trovare i finanziamenti per il film. Il 29 agosto 1973, insieme ad altri due membri della comunità, tentò una rapina alla filiale della New England Merchant's Bank di Fort Hill, il sobborgo di Boston dove la comune stessa aveva sede. Uno dei suoi due compagni venne ucciso dalla polizia e Frechette, la cui pistola era scarica, venne arrestato e rinchiuso nel carcere statale di minima sicurezza di Norfolk, per scontare una pena che sarebbe andata dai 6 ai 15 anni.  L'attore morì due anni dopo, a 27 anni, in circostanze mai del tutto chiarite nella palestra del carcere; mentre stava facendo sollevamento pesi, il bilanciere caricato con circa 70 kg gli cadde sul collo, provocandone il soffocamento. La morte venne quindi ritenuta accidentale, tuttavia sono stati sollevati dei dubbi sulla versione ufficiale dell'accaduto in quanto da un paio d'anni Frechette soffriva di depressione.

## Tributi
Nel 2008 il regista Michael Yaroshevsky, in occasione di alcuni eventi cinematografici come il Festival International du Film sur l'Art, il San Francisco International Film Festival e il São Paulo International Film Festival, presentò un documentario di 27 minuti sulla vita di Frechette, intitolato Death Valley Superstar.

## Filmografia
- Zabriskie Point, regia di Michelangelo Antonioni (1970)
- Uomini contro, regia di Francesco Rosi (1970)
- La grande scrofa nera, regia di Filippo Ottoni (1971)

## Doppiatori italiani
- Giancarlo Giannini in Zabriskie Point, Uomini contro
- Michele Gammino in La grande scrofa nera